# Eugene Salamin
Eugene Salamin (, ) é um matemático que descobriu (independentemente com Richard Peirce Brent) o algoritmo de Salamin–Brent, usado no cálculo de alta precisão de pi, que publicou em 1976 no jornal de matemática Mathematics of Computation.
Salamin trabalhou sobre alternativas para aumentar a precisão e minimizar os processos computacionais através do uso de quaterniões.

## Publicações
- Eugene Salamin. «Computation of {\displaystyle \pi } Using Arithmetic-Geometric Mean». JSTOR 2005327